# نهر كاجايان (مينداناو)
نهر كاجايان -الذي يُطلق عليه غالبًا نهر كاجايان دي أورو- هو أحد الأنهار التي تجري بالجزء الأوسط الشمالي من جزيرة مينداناو في الفلبين، يحتوي النهر على منابع في سلسلة جبال كالاتونجان وسلسلة جبال كيتانجلاد الموجودة في الجزء الأوسط من مقاطعة بوكيدنون، وهو يعبر بلديات تالاكاج وبانجون وليبونا حيث يربط الروافد على طول الطريق، يصب أخيرًا في خليج ماكاجالار في كاجايان دو آورو في مقاطعة ميساميس أوريانتال .
يعمل النهر كحدود طبيعية بين مقاطعة بوكيدنون وإليجان وبين بوكيدنون وكاجايان دي أورو بناءً على الأمر الإداري الصادر عن وزارة مينداناو وسولو المنهارة أثناء الاحتلال الأمريكي للفلبين، ويُعد كاجايان دي أورو هو الخط الفاصل بين دائرتين مؤتمرتين .
يعد نهر كاجايان موقعًا مشهورًا جدًا لتجديف الوايت ووتر في الفلبين، وقد تم الترويج له من قبل وزارة السياحة باعتباره من المعالم السياحية الرئيسية في كاجايان دي أورو.

## أصل التسمية
الاسم الأصلي للنهر هو نهر "كالامباجواساسان" بسبب وجود أشجار لامباجو (خطمي ساحلي وهو عضو في عائلة شجرة الخبازية التي تزدهر فقط في مناطق منخفضة الارتفاع مثل شواطئ البحر وضفاف الأنهار وغيرها من المناطق التي تصل إليها تيارات المد والجزر)  على ضفاف النهر أثناء وصول الإسبان إلى كاجايان دي آورو تم تغيير الاسم إلى نهر كاجايان.
يأتي اسم نهر كاجايان من كلمة ملايو-بولينيزية "Ag" والتي تعني الماء. و"Kagay" يعني النهر و"Kagayan" هو مكان به نهر.

## جغرافية

### مجرى النهر
تم العثور على منابع النهر في سلسلة جبال كالاتونجان في الجزء الأوسط من مقاطعة بوكيدنون، حيث يتدفق شمالًا نحو كاجايان دي أورو لنحو 90 كيلومتر (56 ميل) قبل أن يصُب في خليج ماكاجالار .

### مساحة المجرى
يصرف النهر مساحة 1,521 كيلومتر مربع (587 ميل2)، يقع حوالي 80٪ من صرفه في مقاطعة بوكيدنون والباقي في إليجان وكاجايان دي أورو.

### الروافد
فيما يلي الروافد الرئيسية لنهر كاجايان دي أورو:
- نهر كالاويج
- نهر تاغيت
- نهر بوبوناوان
- نهر تومالوانج

### المصب
يقع مصب النهر في كاجايان دي أورو، بعد 90 كيلومتر (56 ميل) من جبال بوكيدنون يُصَرِّف النهر حموله أخيرًا في خليج ماكاجالار .

## السياحة

### تجديف الوايت ووتر والتجديف بالكاياك

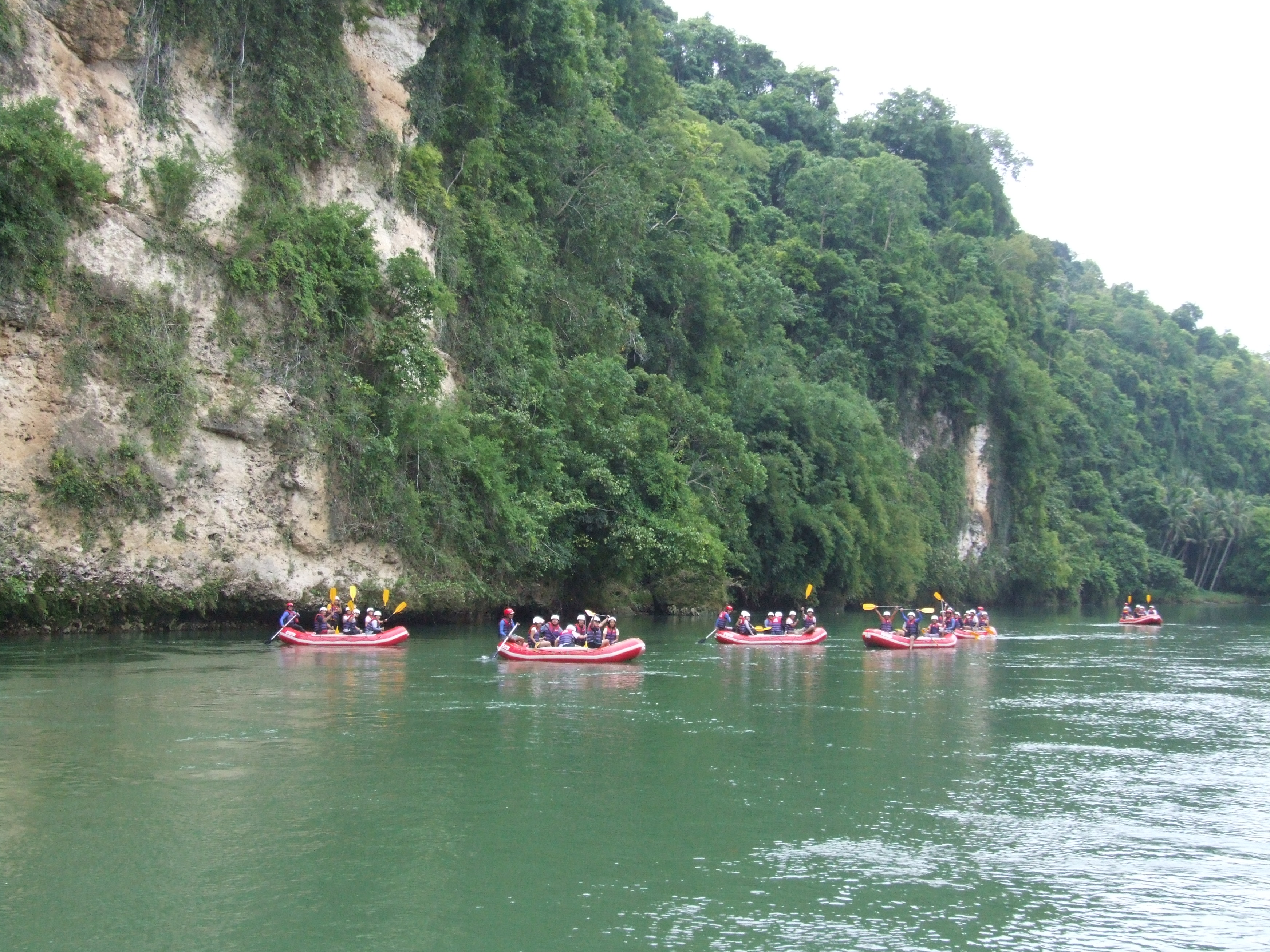
تجديف الوايت ووتر ورحلات النهر على طول النهر

تعد أنشطة تجديف وايت ووتر والتجديف بالكاياك والرحلات النهرية واحدة من الأنشطة السياحية التي يتم الترويج لها في النهر، كما جعلتها إدارة المدينة ووزارة السياحة بمثابة لافتة النشاط السياحي في كاجايان دي أورو، تقع نقطة الانطلاق في النهر وتجديف الوايت ووتر في بارانغاي مامبوايا على بعد 30-40 دقيقة بالسيارة من المدينة المناسبة.
في الآونة الأخيرة اكتسب تجديف الوايت ووتر في نهر كاجايان شعبية على مر السنين بعد أن حاولت الرئيسة غلوريا ماكاباغال أرويو وشخصيات مشهورة أخرى في البلاد تجديف الوايت ووتر في النهر.

## مصايد الأسماك
يُعد مجرى النهر صيدًا تقليديًا مهمًا للمياه العذبة تنتج مصيدًا سنويًا اعتبارًا من عام 2016 يبلغ حوالي 500,000 دولار أمريكي من معدل صيد أسبوعي يتراوح من 5 إلى 15 كيلوغرام (11 إلى 33 رطل) بواسطة كل صياد، في الروافد السفلى من مجرى النهر يعد هذا المصيد المنخفض للأسماك الصغيرة غير الناضجة دليلًا على قلة إدارة المصايد. أقل من 1٪ إلى ما يصل إلى 10٪ من السكان المحليين قد يكونون يعملون بدوام جزئي على الأقل مثل الصيادين ومعظمهم من الرجال، يكسب الصيادون المتفرغون ما يتراوح بين 1000 إلى 2000 دولار أمريكي سنويًا وهو ما يقل عن مستوى خط الفقر، وتستخدم الشباك الخيشومية وشباك الصيد السالية والخيوط الطويلة وخطاف صيد الأسماك ومجموعات الخطوط والرماح والفخاخ وقوارب الصيد التقليدية.